# Schererville
Schererville is een plaats (town) in de Amerikaanse staat Indiana, en valt bestuurlijk gezien onder Lake County.

## Demografie
Bij de volkstelling in 2000 werd het aantal inwoners vastgesteld op 24.851.
In 2006 is het aantal inwoners door het United States Census Bureau geschat op 28.881, een stijging van 4030 (16.2%).

## Geografie
Volgens het United States Census Bureau beslaat de plaats een oppervlakte van
35,3 km², waarvan 35,2 km² land en 0,1 km² water.

## Plaatsen in de nabije omgeving
De onderstaande figuur toont nabijgelegen plaatsen in een straal van 8 km rond Schererville.